# ドビーの青春
『ドビーの青春』（ドビーのせいしゅん、原題: The Many Loves of Dobie Gillis）は、1959年9月29日から1963年6月5日までアメリカのCBSで放送されたシチュエーション・コメディのテレビドラマ。日本でもテレビ放映された。

## 概要
1953年に公開されたミュージカル映画『やんちゃ学生』のためマックス・シャルマンが書いた脚本を元に製作された。
出演はドゥエイン・ヒックマンやボブ・デンヴァーなど。
日本では、1960年10月1日から1961年9月30日までKRテレビ（現：TBS）で、毎週土曜日に19時から30分枠で放映された（日本語吹替版）。開始当初は『ドビー・ギリス』というタイトルだったが、1960年11月12日放送分より『ドビーの青春』に改題された。帝国人造絹絲（現：帝人）の一社提供。この後同枠に『わんぱくデニス』（第2期）が金曜19:30より移動するのに伴い、1961年10月6日より枠交換で金曜19:30に移動し『愉快なドビー』（ゆかいなドビー）と改題し、1962年3月9日まで継続した。提供は帝人が土曜20:00の『サーフサイド6』に提供枠を移動したため、日本水産に変更した。
日本国内では未ソフト化だが、続編である1988年製作の『ドビーの青春スペシャル』はVHSで発売されている。

## キャスト
- ドビー・ギリス：ドゥエイン・ヒックマン（英語版）（吹替：井上真樹夫）- 主人公で普通の高校生。美人のガールフレンドを持つことを夢見ている。放送の度に、考える人の像の前で同じポーズをとって話す場面があった。
- メイナード・クレブス：ボブ・デンバー - ドビーの親友。
- ゼルダ・ギルロイ：シーラ・ジェームズ（英語版） - ドビーのクラスメイト。秀才でドビーと結婚することを夢見るが、美人ではないためドビー本人は興味を持っていない。
- タリア・メニンガー：チューズデイ・ウェルド - 美人のクラスメイトで、ドビーにとってはマドンナのような存在。
- ミルトン・アーミテージ：ウォーレン・ベイティ - 大金持ちでクラスの人気者。タリアに気があり、ドビーにとっては恋敵のライバル。

※その他吹替：天田俊明、白川澄子

## スタッフ
- 監督：ロッド・アマトゥ
- 製作：ロッド・アマトゥ
- 原案：マックス・シャルマン
- 脚本：ジョエル・ケイン、ケネス・Ｌ・エヴァンス
- 音楽：ライオネル・ニューマン